# Vipera pontica
Vipera pontica là một loài rắn trong họ Rắn lục. Loài này được Billing Nilson & Sattler mô tả khoa học đầu tiên năm 1990.